# Gomont

Gomont este o comună în departamentul Ardennes din nordul Franței. În 1 ianuarie 2022 avea o populație de 320 de locuitori.